# 川中島駅
川中島駅（かわなかじまえき）は、長野県長野市川中島町上氷鉋（かみひがの）にある、東日本旅客鉄道（JR東日本）・日本貨物鉄道（JR貨物）信越本線の駅である。

## 歴史
- 1911年（明治44年）5月1日：国鉄・信越線の犀川信号所を開設[1]。
- 1917年（大正6年）
  - 7月20日：駅に昇格し、川中島駅が開業[1][3]。
  - 11月：篠ノ井駅 - 川中島駅間が複線化[1]。
- 1984年（昭和59年）1月15日：専用線発着を除く車扱貨物の取り扱いを廃止[3]。
- 1985年（昭和60年）3月14日：荷物の扱いを廃止[3]。
- 1987年（昭和62年）4月1日：国鉄分割民営化により、JR東日本・JR貨物の駅となる[3][4]。
- 1995年（平成7年）12月6日：駅舎を改築[5]。
- 1997年（平成9年）3月22日：貨物列車の設定が廃止[3]。
- 2009年（平成21年）7月23日：ホームに待合室を設置。
- 2018年（平成30年）4月1日：改札 - 跨線橋間と跨線橋 - ホーム間にそれぞれエレベーターを設置。改札内に多目的トイレを設置。
- 2025年（令和7年）
  - 2月以降：駅番号にSE 11を設定[6]。
  - 3月15日：ICカード「Suica」の利用が可能となる[7][8]。東京近郊区間に編入される[7]。

## 駅構造
島式ホーム1面2線を持つ地上駅である。ホームと駅舎は跨線橋で連絡している。北陸新幹線が駅舎の上の高架線を通っている。新幹線の建設に伴い、駅舎が建て替えられた。
ステーションビルMIDORIが受託する長野駅管理の業務委託駅である。みどりの窓口と簡易Suica改札機が設置されている。当駅は駅員がいるのは2時間10分とごく短時間で殆どの時間が無人となる。

### のりば
| 番線 | 路線          | 方向 | 行先                     |
| ---- | ------------- | ---- | ------------------------ |
| 1    | 篠ノ井線      | 上り | 篠ノ井・松本・上諏訪方面 |
| 1    | ■しなの鉄道線 | 上り | 上田・小諸・軽井沢方面   |
| 2    | 信越本線      | 下り | 長野・直江津方面         |

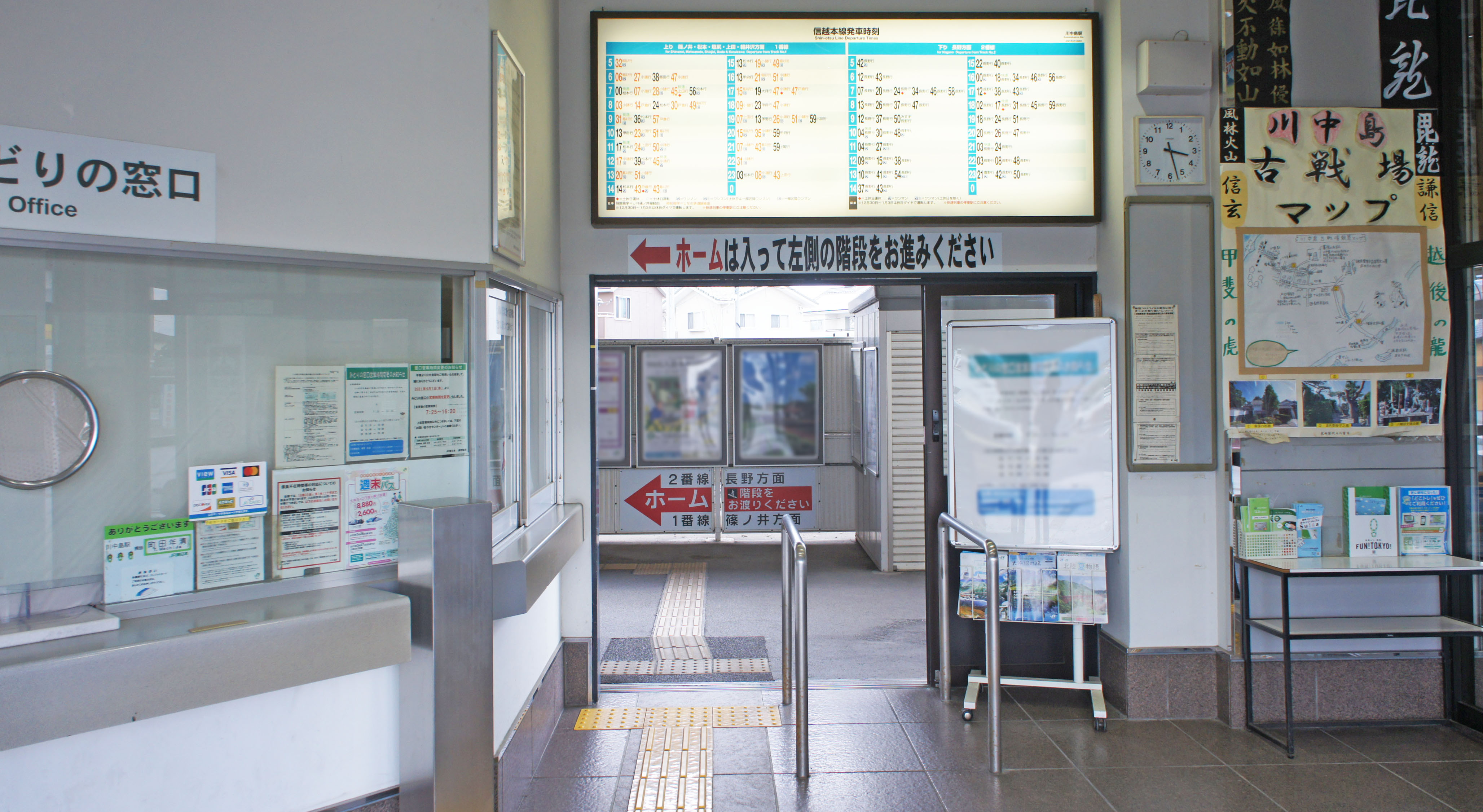
改札口（2021年7月）
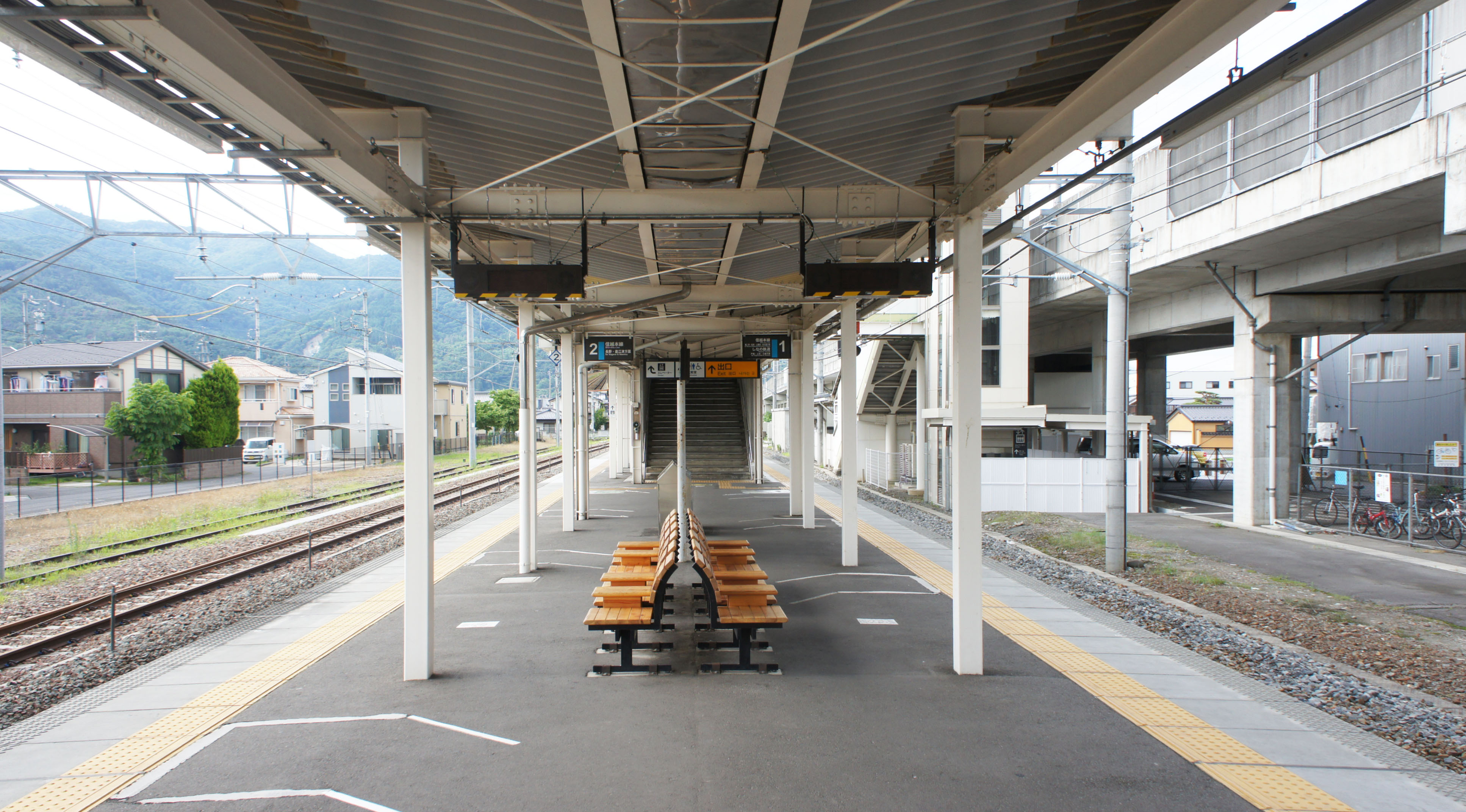
ホーム（2021年7月）

### 貨物取扱
現在JR貨物の駅は車扱貨物の臨時取り扱い駅であり、貨物列車の発着はない。貨物設備はなく、専用線も当駅には接続していない。
1997年（平成9年）までは、専用線発着の車扱貨物を取り扱っていた。駅からは、西側にあった秩父セメント川中島サービスステーションへ至る専用線が分岐し、セメント輸送が行われていた。鉄道輸送終了後もセメント貯蔵サイロは使用されていたが、2008年（平成20年）に更地化され、現在は住宅が建っている。また、国鉄分割民営化前までは、旧駅舎の南側に貨物ホームが存在した。その後、この場所には住宅と新幹線の高架橋および新幹線へのレール授受施設があり、そこへ側線が伸びている。

## 利用状況
JR東日本によると、2023年度（令和5年度）の1日平均乗車人員は1,548人である。
2000年度（平成12年度）以降の推移は以下のとおりである。
| 1日平均乗車人員推移 | 1日平均乗車人員推移 | 1日平均乗車人員推移 | 1日平均乗車人員推移 | 1日平均乗車人員推移 |
| 年度                | 定期外              | 定期                | 合計                | 出典                |
| ------------------- | ------------------- | ------------------- | ------------------- | ------------------- |
| 2000年（平成12年）  |                     |                     | 1,625               | [ 利用客数 2 ]      |
| 2001年（平成13年）  |                     |                     | 1,622               | [ 利用客数 3 ]      |
| 2002年（平成14年）  |                     |                     | 1,595               | [ 利用客数 4 ]      |
| 2003年（平成15年）  |                     |                     | 1,557               | [ 利用客数 5 ]      |
| 2004年（平成16年）  |                     |                     | 1,537               | [ 利用客数 6 ]      |
| 2005年（平成17年）  |                     |                     | 1,516               | [ 利用客数 7 ]      |
| 2006年（平成18年）  |                     |                     | 1,507               | [ 利用客数 8 ]      |
| 2007年（平成19年）  |                     |                     | 1,503               | [ 利用客数 9 ]      |
| 2008年（平成20年）  |                     |                     | 1,494               | [ 利用客数 10 ]     |
| 2009年（平成21年）  |                     |                     | 1,449               | [ 利用客数 11 ]     |
| 2010年（平成22年）  |                     |                     | 1,468               | [ 利用客数 12 ]     |
| 2011年（平成23年）  |                     |                     | 1,481               | [ 利用客数 13 ]     |
| 2012年（平成24年）  | 362                 | 1,102               | 1,465               | [ 利用客数 14 ]     |
| 2013年（平成25年）  | 372                 | 1,136               | 1,509               | [ 利用客数 15 ]     |
| 2014年（平成26年）  | 364                 | 1,133               | 1,498               | [ 利用客数 16 ]     |
| 2015年（平成27年）  | 388                 | 1,196               | 1,585               | [ 利用客数 17 ]     |
| 2016年（平成28年）  | 379                 | 1,216               | 1,596               | [ 利用客数 18 ]     |
| 2017年（平成29年）  | 378                 | 1,180               | 1,559               | [ 利用客数 19 ]     |
| 2018年（平成30年）  | 391                 | 1,209               | 1,600               | [ 利用客数 20 ]     |
| 2019年（令和元年）  | 371                 | 1,265               | 1,637               | [ 利用客数 21 ]     |
| 2020年（令和02年）  | 216                 | 1,170               | 1,387               | [ 利用客数 22 ]     |
| 2021年（令和03年）  | 247                 | 1,149               | 1,396               | [ 利用客数 23 ]     |
| 2022年（令和04年）  | 291                 | 1,193               | 1,484               | [ 利用客数 24 ]     |
| 2023年（令和05年）  | 326                 | 1,221               | 1,548               | [ 利用客数 1 ]      |

## 駅周辺
川中島の戦いで有名な川中島古戦場は、当駅から4 kmほど離れている。路線バスによるアクセスは長野駅からとなる。当駅で下車した場合は、「川中島駅入口」停留所から「丹波島橋南」停留所まで乗車し、乗り換えて行く必要が生じる。
- 川中島駅前郵便局
- 犀川
- 国道19号（長野南バイパス）
- 長野市乗合タクシー「川中島駅」停留所
- 行人塚跡（源海上人即身成仏の伝説）

## 隣の駅
東日本旅客鉄道（JR東日本）
 信越本線・ 篠ノ井線・■しなの鉄道線（篠ノ井線・しなの鉄道線は篠ノ井駅 - 長野駅間JR信越本線）
□快速（下りの一部列車は当駅通過）
篠ノ井駅 (SE 09) - 川中島駅 (SE 11) - 長野駅 (SE 13)
■普通（「みすず」含む）
今井駅 (SE 10) - 川中島駅 (SE 11) - 安茂里駅 (SE 12)

### 記事本文
1. 1 2 3 4 5 6 7 8 9 10 11 12 13 14 15 16 17  信濃毎日新聞社出版部『長野県鉄道全駅 増補改訂版』信濃毎日新聞社、2011年7月24日、22頁。ISBN 9784784071647。
2. 1 2  “駅業務委託｜駅ビジネス事業｜事業紹介｜生鮮市場JCなど運営 株式会社ステーションビルMIDORI”.   ステーションビルMIDORI. 2022年4月1日閲覧。
3. 1 2 3 4 5  石野哲（編）『停車場変遷大事典 国鉄・JR編 Ⅱ』（初版）JTB、1998年10月1日、578頁。ISBN 978-4-533-02980-6。
4. ↑  曽根悟（監修） 著、朝日新聞出版分冊百科編集部 編『週刊 歴史でめぐる鉄道全路線 国鉄・JR』 11号 信越本線、朝日新聞出版〈週刊朝日百科〉、2009年9月20日、25頁。
5. ↑  「川中島駅の新駅舎竣工 JR長野支社 北陸新幹線建設で移転」『交通新聞』交通新聞社、1995年12月11日、3面。
6. ↑  『JR東日本長野支社管内へ「駅ナンバリング」を拡大します』（PDF）（プレスリリース）東日本旅客鉄道長野支社、2024年12月13日。オリジナルの2024年12月13日時点におけるアーカイブ。2024年12月16日閲覧。
7. 1 2  『2025年3月15日（土）長野県のSuica利用がますます便利になります』（PDF）（プレスリリース）東日本旅客鉄道長野支社、2024年12月13日。オリジナルの2024年12月13日時点におけるアーカイブ。2024年12月16日閲覧。
8. ↑  『長野県におけるSuicaご利用駅の拡大について』（PDF）（プレスリリース）東日本旅客鉄道長野支社、2023年6月20日。オリジナルの2023年6月20日時点におけるアーカイブ。2023年6月20日閲覧。
9. 1 2  “JR東日本：駅構内図・バリアフリー情報（川中島駅）”.   東日本旅客鉄道. 2025年5月11日閲覧。
10. ↑  “川中島 | 時刻表 | 時刻表・運賃・各種乗車券 | しなの鉄道株式会社”.   しなの鉄道. 2015年3月20日時点のオリジナルよりアーカイブ。2019年10月2日閲覧。

### 利用状況
1. 1 2  “各駅の乗車人員（2023年度）”.   東日本旅客鉄道. 2024年7月20日閲覧。
2. ↑  “各駅の乗車人員（2000年度）”.   東日本旅客鉄道. 2019年3月26日閲覧。
3. ↑  “各駅の乗車人員（2001年度）”.   東日本旅客鉄道. 2019年3月26日閲覧。
4. ↑  “各駅の乗車人員（2002年度）”.   東日本旅客鉄道. 2019年3月26日閲覧。
5. ↑  “各駅の乗車人員（2003年度）”.   東日本旅客鉄道. 2019年3月26日閲覧。
6. ↑  “各駅の乗車人員（2004年度）”.   東日本旅客鉄道. 2019年3月26日閲覧。
7. ↑  “各駅の乗車人員（2005年度）”.   東日本旅客鉄道. 2019年3月26日閲覧。
8. ↑  “各駅の乗車人員（2006年度）”.   東日本旅客鉄道. 2019年3月26日閲覧。
9. ↑  “各駅の乗車人員（2007年度）”.   東日本旅客鉄道. 2019年3月26日閲覧。
10. ↑  “各駅の乗車人員（2008年度）”.   東日本旅客鉄道. 2019年3月26日閲覧。
11. ↑  “各駅の乗車人員（2009年度）”.   東日本旅客鉄道. 2019年3月26日閲覧。
12. ↑  “各駅の乗車人員（2010年度）”.   東日本旅客鉄道. 2019年3月26日閲覧。
13. ↑  “各駅の乗車人員（2011年度）”.   東日本旅客鉄道. 2019年3月26日閲覧。
14. ↑  “各駅の乗車人員（2012年度）”.   東日本旅客鉄道. 2019年3月26日閲覧。
15. ↑  “各駅の乗車人員（2013年度）”.   東日本旅客鉄道. 2019年3月26日閲覧。
16. ↑  “各駅の乗車人員（2014年度）”.   東日本旅客鉄道. 2019年3月26日閲覧。
17. ↑  “各駅の乗車人員（2015年度）”.   東日本旅客鉄道. 2019年3月26日閲覧。
18. ↑  “各駅の乗車人員（2016年度）”.   東日本旅客鉄道. 2019年3月26日閲覧。
19. ↑  “各駅の乗車人員（2017年度）”.   東日本旅客鉄道. 2019年3月26日閲覧。
20. ↑  “各駅の乗車人員（2018年度）”.   東日本旅客鉄道. 2019年7月11日閲覧。
21. ↑  “各駅の乗車人員（2019年度）”.   東日本旅客鉄道. 2020年7月13日閲覧。
22. ↑  “各駅の乗車人員（2020年度）”.   東日本旅客鉄道. 2021年7月24日閲覧。
23. ↑  “各駅の乗車人員（2021年度）”.   東日本旅客鉄道. 2022年8月7日閲覧。
24. ↑  “各駅の乗車人員（2022年度）”.   東日本旅客鉄道. 2023年7月11日閲覧。